# Осадчук, Мария Лукинична
Мария Лукинична Осадчук (урожд. Карлаш; род. 24 ноября 1939, село Константинополь, Сталинская (сейчас Донецкая) область, УССР) — украинский языковед-германист, преподаватель, лексикограф, переводчик.

## Биография
Родилась 24 ноября 1939 года в селе Константинополь Велико-Янисольского (сейчас Велико-Новоселковского) района Сталинской (сейчас Донецкой) области в многодетной семье. Отец, Карлаш Лука Саввич, ветеринарный фельдшер, специалист по коневодству для армии, — участник Великой Отечественной войны, погиб на фронте в сентябре 1943 года на подступах к Харькову. В начале войны семья решила эвакуироваться, но непредвиденные обстоятельства задержали в дороге, особенно при переправе через реку Дон, а переправиться через реку Волгу в районе Сталинграда уже не удалось и поэтому семья вынуждена была остаться в степях Сталинградской области. С октября 1941 по январь 1944 года мать с детьми находилась в Сталинградской и Ростовской областях (хутор Юдин, станица Милютинская). В конце 1944 года мать с детьми вернулась на Украину, в село Нескучное Донецкой области, где прошло послевоенное детство Марии. Сначала жили в школьном классе, а затем получили однокомнатную квартиру в учительском доме, где и проживали всей семьей до 1985 года. Мать, Карлаш Евдокия Ивановна, работала учительницей младших классов.
С 1946 по 1956 год Мария Карлаш училась в Нескученской средней школе. Школа была основана известным народным просветителем Николаем Александровичем фон Корфом, а после его смерти школу опекала его дочь Екатерина Николаевна фон Корф, жена Владимира Ивановича Немирович-Данченко. Поступить в институт в г. Донецке сразу после окончания средней школы не удалось и, чтобы заработать необходимый двухлетний трудовой стаж и денежные средства на дальнейшую учебу, поехала работать на шахту. Два года работала откатчицей в Донецком строительном шахтопроходческом управлении «Шахтоспецстрой» на шахте Белицкая и шахте № 10 имени Челюскинцев. Трудилась на проходке вертикальных стволов, как и все, работала в четыре смены.
В Киев Карлаш приехала в 1958 году; успешно сдала вступительные экзамены в институт и была зачислена студенткой Киевского государственного педагогического института иностранных языков (сейчас Киевский национальный лингвистический университет), факультет немецкого языка. Во время учëбы в институте иностранных языков вместе с другими студентами Мария Карлаш читает в оригинале произведения Й. Гëте, Г. Гейне, Ф. Шиллера, Э.-М.-Ремарка, Т. Шторма, Л. Фейхтвангера, Т. Манна, Джека Лондона, Марка Твена, П. Абрахамса, Г. Грина и многих других, так как за неделю нужно было прочесть и сдать 50 страниц иностранного художественного текста. На лекциях студентов знакомили с украинскими писателями, демонстрировались иностранные фильмы, еще не дублированные и не вышедшие на экраны Украины; выступали перед студенческой молодежью писатели Олесь Гончар, Наталья Забила, Павел Загребельный, Юрий Збанацкий, Оксана Иваненко, Максим Рыльский, Михаил Стельмах, Ирина Стешенко и др. На третьем курсе, в 1961 году в числе пяти лучших студентов Карлаш приняли на работу переводчиком немецкого языка в Интурбюро при Всесоюзном Совете по туризму и экскурсиям (г. Москва). В 1971 году в г. Киеве было создано Украинское республиканское интурбюро по работе с иностранными туристами из социалистических стран: ГДР, Польши, Болгарии, Венгрии, Монголии. С группами немецких туристов из Германской Демократической Республики (ГДР) побывала во многих местах Советского Союза: Москва, Киев, Тбилиси, Брест, Ялта, Пятигорск, Эльбрус, ледник «Алибек», озеро Рица на Кавказе, Военно-Грузинская дорога, Военно-Сухумская дорога и др. Переводчиком в Интурбюро в летнее время работала до 1979 года включительно.
В 1963 году окончила институт, получив специальность учителя немецкого и английского языков. Непродолжительное время (1963—1965) по назначению работала учительницей в средней школе с. Хоцки Переяслав-Хмельницкого района Киевской области. Затем (1965—1966) работала преподавателем на кафедре иностранных языков Киевского технологического института пищевой промышленности (г. Киев). C марта 1966 года жизнь Марии Осадчук связана с городом над Бугом — Винницей: работала преподавателем, старшим преподавателем, доцентом кафедры иностранных языков Винницкого политехнического института (сейчас Винницкий национальный технический университет). В 1984 году окончила аспирантуру в Институте языковедения им. А. А. Потебни Академии наук УССР (сейчас НАН Украины). В 1985 году защитила кандидатскую диссертацию по германистике на тему: «Немецкие терминологические неологизмы в области радиоэлектроники» под руководством известного профессора Ю. А. Жлуктенко. 1985—1998 — зав. кафедрой иностранных языков Винницкого национального технического университета; 1998—2008 — зав. кафедрой филологии Винницкого института региональной экономики и управления (сейчас Винницкий финансово-экономический университет). 2009—2015 — профессор на кафедре экономических и гуманитарных дисциплин. В 1988 присвоено ученое звание доцента; 1998 — ученое звание профессора филологии; 1999 — ученая степень доктора философии в филологических науках.

### Усовершенствование квалификации
- В летний период 1977 года изучала германистику на Международных курсах германистов в Техническом институте города Карл-Маркс-Штадт, ГДР (сейчас г. Хемниц, Германия). В 1981 (сентябрь-декабрь) училась на факультете повышения квалификации в Киевском национальном лингвистическом университете (г. Киев, Украина).
- В 1987 (февраль-июль) изучала германистику в Дрезденском техническом университете (Секция прикладного языкознания Института языков для специальных целей) (г. Дрезден, Германия). Здесь, в Дрездене для группы преподавателей немецкого языка политехнических институтов Советского Союза читали лекции по лингвистике языков для специальных целей высокопрофессиональные лингвисты, по краеведению, лекции и практику по компьютерному программированию, интенсивный курс по изучению английского языка.
- В летний период 1992—1998 посещала курсы разговорного английского языка, проводимые в Украине (г. Киев, г. Ирпень, г. Винница) преподавателями из США и Англии.
- В течение многих лет с 1991 года много переводила с немецкого и английского языков на русский и украинский языки научно-технической литературы и документации для вновь созданных совместных предприятий в г. Виннице и регионе, а также для таможни, и для государственных юридических офисов.

За период работы в высших учебных заведениях Украины М. Осадчук принимала участие во многих международных, региональных и университетских научных конференциях, форумах, симпозиумах (выступления с научными докладами и печатание тезисов). Вот некоторые из них:
- XVth International Congress of Onomastic Sciences. Karl-Marx-Universität, Leipzig, DDR. 13-17.August 1984.
- Международная научая конференция «Иностранные языки в научной деятельности специалиста». г. Ташкент, Узбекистан. 14—18.10.1991.
- Всесоюзная научно-методическая конференция «Проблемы учебной лексикографии, состояние и перспективы развития». г. Симферополь, Крым. — 1992.
- Всеукраинская межведомственная научная конференция «Новые подходы к филологии в высшей школе». г. Мелитополь. — 1992.
- 2-3 Всеукраинская научно-практическая конференция «Образовательно-научное обеспечение деятельности правозащитных органов и военных формирований Украины». Национальная Академия Государственной пограничной службы Украины имени Б.Хмельницкого. г. Хмельницкий. — 2009—2011.
- Региональная научно-методическая конференция «Новые технологии в преподавании иностранных языков в вузе». г. Донецк. — 1997.
- 5,6,7,8-я Международная научно-практическая конференция «Язык для специальных целей». Институт Международных отношений КНУ им. Т. Шевченко, г. Киев. 2001—2007.
- Международный симпозиум «Наука и предпринимательство». Винница-Каменец-Подольский. Украина. — 2003.
- Inaugural World Forum «Who’s Who». International Biographical Centre, Cambridge; Catherine’s College, Oxford, England. July 4-9, 2006.
- 2-я Международная научная конференция «Иноязычная коммуникация: достижения и перспективы». Тернопольский национальный экономический университет. г. Тернополь, Украина. — 2008.
- Первая — двенадцатая Международная научная конференция «Проблемы украинской научно-технической терминологии». — Национальный университет «Львовская Политехника». г. Львов, Украина. — 1991—2012 годы.

## Награды
- Медаль «Ветеран труда»; Знак «Отличник просвещения Украины»; медаль «Платона» (За существенный вклад в обучение и исследование языков). Международный биографический центр, Кэмбридж, Англия.
- Внесено в реферативные книги: «Женщины Украины», «Феникс». Киев, Украина; «2000 Outstanding Intellectuals of the 21st Century». Publisher Nicholas S. Law. International Biographical Centre, Cambridge, England.
- Почетная грамота управления образования и науки Винницкой областной государственной администрации. Почетная грамота областной государственной администрации и областного совета; Почетные грамоты университетской администрации Винницкого национального технического университета и Винницкого финансово-экономического университета; Почетные грамоты и дипломы Винницкого областного комитета по спорту за призовые места в летнем и зимнем многоборье.

## Основные работы
Словари
- Словарь-справочник «Рыночная экономика» (на украинском, русском, английском, немецком языках). Винница: Универсум. — 1997. — 320 с. ISBN 966-7199-12-6.
- Англо-русско-украинский словарь математических терминов. 16000 терминов. В соавторстве с А. В. Осадчук. Винница: Универсум. — 2006. — 380 с. ISBN 966-641-160-1.
- «Вечные истины о слове» («Вічні істини про слово» на укр. языке). Винница: ТОВ «Меркьюри-Подилля». — 2014. — 240 с. ISBN 978-617-7230-23-5.
- «Священное уменье говорить» (на украинском, русском, английском, немецком, латинском языках). Винница: ТОВ «Меркьюри-Подилля». — 2014. — 768 с. ISBN 978-966-2696-89-9.
- «Das Wort im Leben» («Слово в жизни» на немецком языке). В соавторстве с Е. Кëниг. Винница: ТОВ «Меркьюри-Подилля». — 2017. — 552 с. ISBN 978-966-8571-84-8

Монографии
- «Структура и семантика терминологических неологизмов (немецко-русские параллели)». Депон. в ГНТБ Украины N 33-УК 96 РГАСНТІ 16.21. Киев. 03.01.96.
- Коллективная монография под ред. проф. А. М. Науменко «Новые подходы к изучению и преподаванию филологии в высшей школе». Раздел: «Терминология и фреймы». Киев. — 1994.

Учебные пособия
- Учебное пособие по грамматике английского языка (для студентов экономических специальностей дневной и заочной формы обучения). Винница: ВИРЭУ. — 2003. — 64 с.
- «All about Management» («Все о менеджменте»). Сборник текстов для чтения по деловому английскому языку. Винница: ВИРЭУ. — 2004. — 176 с.
- «AUDIO SCRIPT». Сборник текстов для аудирования по курсу «English in 20 Minutes a Day». Винница: ВИРЭУ. — 2009. — 126 с.

Избранные статьи
- Семантические изменения как один из терминообразовательных способов подъязыка вычислительной техники.//Сб. Отраслевая терминология и лексикография. — Изд-во Воронежского ун-та. Воронеж, Россия. — 1984.
- Диахронические процессы в немецкой терминологии по радиоэлектронике.// Иноземна филология. Изд-во Львовского ун-та. Львов, Украина. — 1986.
- Терминология по вычислительной технике и моделирование знаний. Сб. «Применение математических методов и вычислительной техники в управлении». Изд-во Тбилисского политехнического ин-та. Тбилиси, Грузия. — 1989.
- Немецкие терминологические неологизмы как проблема перевода. Сб. «Семантико-синтаксические трудности перевода научно-технической литературы и документации». Калуга, Россия. — 1990.
- О переводе немецких комплексных терминологических неологизмов. Сб. «Вопросы теории и практики перевода научно-технической литературы». Пенза, Россия. — 1990.
- Семантические сети для представления новой информации. Сб. «Проблемы научно-технического перевода и извлечения информации из зарубежных источников». Ташкент, Узбекистан. — 1990.
- Способы создания и решения учебно-проблемных ситуаций при обучении иностранному языку. Сб. «Иностранные языки в вузе». Изд-во Уральского политехнического института. Свердловск, Россия. — 1990.
- Немецкие терминологические неологизмы с гибридной структурой и их перевод на русский язык. Сб. «Вопросы теории и практики перевода научно-технической литературы». Пенза, Россия. — 1991.
- К проблематике семантических полей в научно-технической терминологии. Научные труды «Исследование в области гуманитарных наук».т.5. Изд-во Орловского политехнического ин-та. Орел, Россия. — 1995.
- Оптимизация обучения письменной профессиональной научной речи на английском языке. Сб. «Актуальные проблемы преподавания иностр. языков в высшей школе». Изд-во ДонГУ. Донецк, Украина. — 1999.
- Основные пути формирования украинской терминологии по вычислительной технике. Сб. «Военная и военно-техническая терминология». Выпуск 10, Военный институт радиоэлектроники. Житомир, Украина. — 1999.
- Собственные имена в математических терминах. Сб. научных работ гос. ун-та «Львовская политехника» «Проблемы украинской терминологии». Львов, Украина. — 2002.
- Применение семантических полей для интенсификации обучения английской военной терминологической лексики. Сб.науч. работ Национальной Академии Пограничных войск. № 21 ч. II, Хмельницкий, Украина. — 2002.
- Лексико-семантическая характеристика иноязычных заимствований. Научные записки. Серия «Филология». Изд-во Винниц. гос.педагогического ун-та. Винница. — 2003.
- Функционально-стилистическая характеристика английской военной лексики. Сб. научных работ Национальной Академии Пограничных войск. № 23 ч. II, Хмельницкий, Украина. — 2003.
- Некоторые когнитивные модели для изучения английской военной терминологии. Сб. научных работ Национальной Академии пограничных войск" № 27 ч. II, Хмельницкий, Украина. — 2004.
- Категория деятеля в формировании английской военной терминологии. Сб.научных работ Национальной Академии Государственной пограничной службы Украины им. Богдана Хмельницкого. Хмельницкий, Украина. — 2005.
- Лексико-семантическое поле терминов категории деятеля. Сб. «Языковые и концептуальные картины мира». (К 90-летию со дня рождения профессора Ю. А. Жлуктенко). Выпуск 17. Изд-во КНУ им. Т.Шевченко. Киев. — 2006.
- Семантический аспект изучения названий деятелей в экономической терминологической системе английского языка. Сб.научных работ «Актуальные проблемы филологии и переводоведения». Изд-во Хмельницкого нац. ун-та. Хмельницкий. — 2007.
- Аббревиатуры в английской экономической терминологии. Научные записки. Серия «Филология» (языкознание). Выпуск 14. К 100-летию Винницкого государственного педагогического университета им. М. Коцюбинского. Винница. — 2011.
- Межкультурная коммуникация и изучение иностранных языков. Вестник Винницкого финансово-экономического ун-та. Выпуск 14. «Актуальные региональные проблемы экономики, права, управления и социальной сферы». ВФЭУ. — Винница. — 2011.
- Обзор методов обучения иностранным языкам. Сб.науч.работ ВФЭУ. — Винница. — 2008.
- Украинская математическая терминология в англо-русско-украинском словаре математических терминов. Вестник нац. ун-та «Львовская политехника» — «Проблемы украинской терминологии». Выпуск № 733, Львов. — 2012.